# Александер Мойжиш
Александер Мойжиш (словац. Alexander Mojžiš, нар. 2 січня 1999, Крупіна) — словацький футболіст, захисник клубу «Ружомберок» та молодіжної збірної Словаччини.
Виступав також за клуб «Ружомберок».
Володар Кубка Словаччини.

## Клубна кар'єра
Народився 2 січня 1999 року в місті Крупіна. Вихованець футбольної школи клубу «Подбрезова». Дорослу футбольну кар'єру розпочав 2017 року в основній команді того ж клубу, в якій провів два сезони, взявши участь у 18 матчах чемпіонату. 
Своєю грою за цю команду привернув увагу представників тренерського штабу клубу «Ружомберок», до складу якого приєднався 2019 року. Відіграв за команду наступні чотири сезони своєї ігрової кар'єри. Більшість часу, проведеного у складі «Ружомберка», був основним гравцем захисту команди.
Протягом 2023—2024 років захищав кольори клубу «Дебрецен».
До складу клубу «Ружомберок» приєднався 2024 року. Станом на 15 травня 2025 року відіграв за команду 31 матч у національному чемпіонаті.

## Виступи за збірну
Протягом 2019–2020 років залучався до складу молодіжної збірної Словаччини. На молодіжному рівні зіграв у 2 офіційних матчах.

## Титули і досягнення
- Володар Кубка Словаччини (1):

«Ружомберок»: 2023-2024